# Miha Zarabec
Miha Zarabec (Novo Mesto, 12 de octubre de 1991) es un jugador de balonmano esloveno que juega como central en el Orlen Wisła Płock. Debutó con la selección de balonmano de Eslovenia en 2015.
Con la selección ha ganado la medalla de bronce en el Campeonato Mundial de Balonmano Masculino de 2017.
Es un central caracterizado por la calidad que despliega en su forma de jugar.

## Palmarés

### Celje
- Liga de balonmano de Eslovenia (3): 2015, 2016, 2017
- Copa de Eslovenia de balonmano (3): 2015, 2016, 2017

### Kiel
- Copa de Alemania de balonmano (2): 2019, 2022
- Copa EHF (1): 2019
- Liga de Alemania de balonmano (3): 2020, 2021, 2023
- Liga de Campeones de la EHF (1): 2020
- Supercopa de Alemania de balonmano (3): 2020, 2021, 2022

### Orlen Wisła Płock
- Liga de Polonia de balonmano (1): 2024
- Copa de Polonia de balonmano (1): 2024

## Clubes
- RK Trimo Trebnje (2008-2012)
- RK Maribor Branik (2012-2014)
- RK Celje (2014-2017)[8]
- THW Kiel (2017-2023)[9]
- Orlen Wisła Płock (2023- )[10]